# Statue der Tara (British Museum)

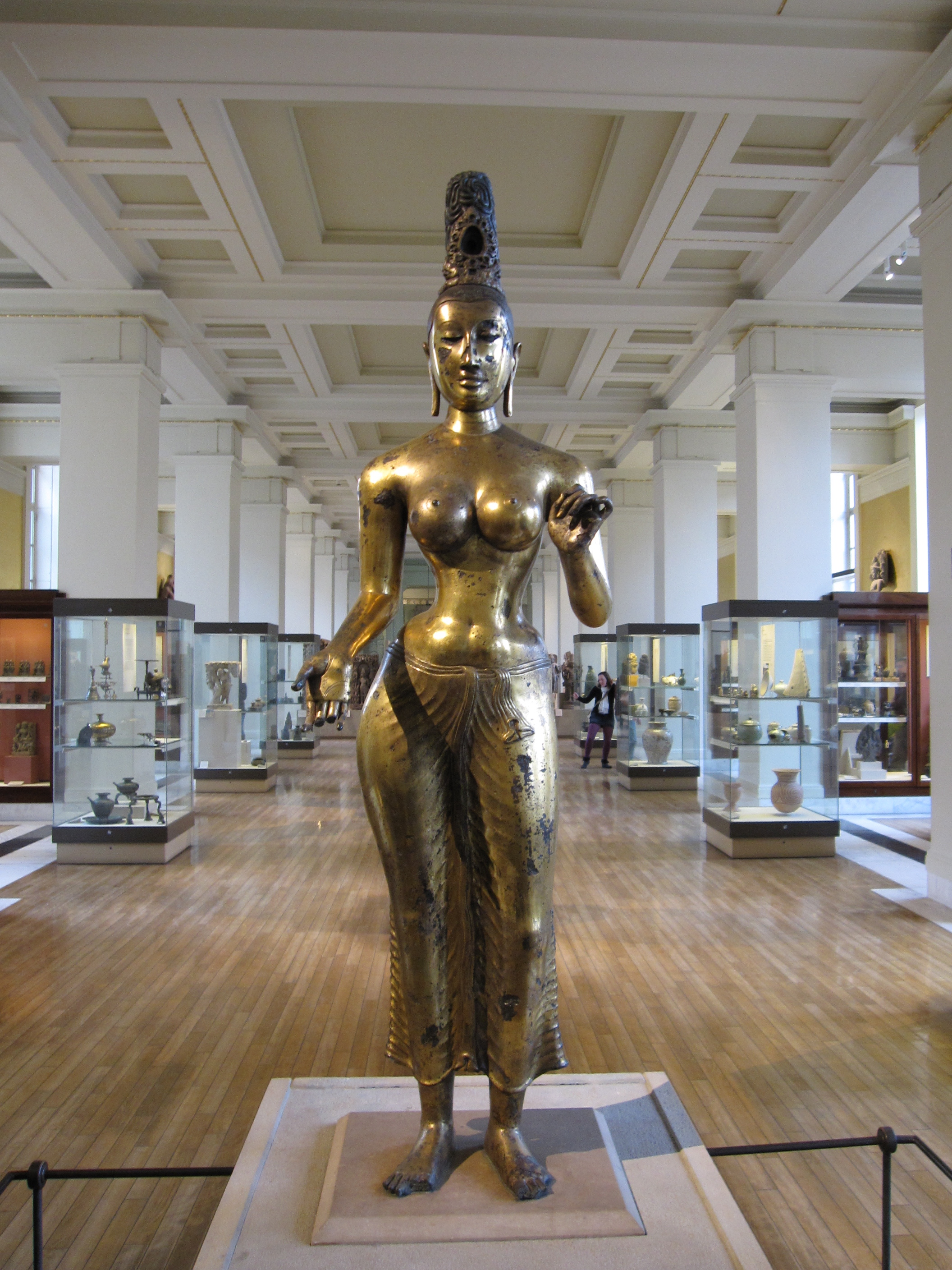
Die Statue der Tara im Saal 33 des British Museum

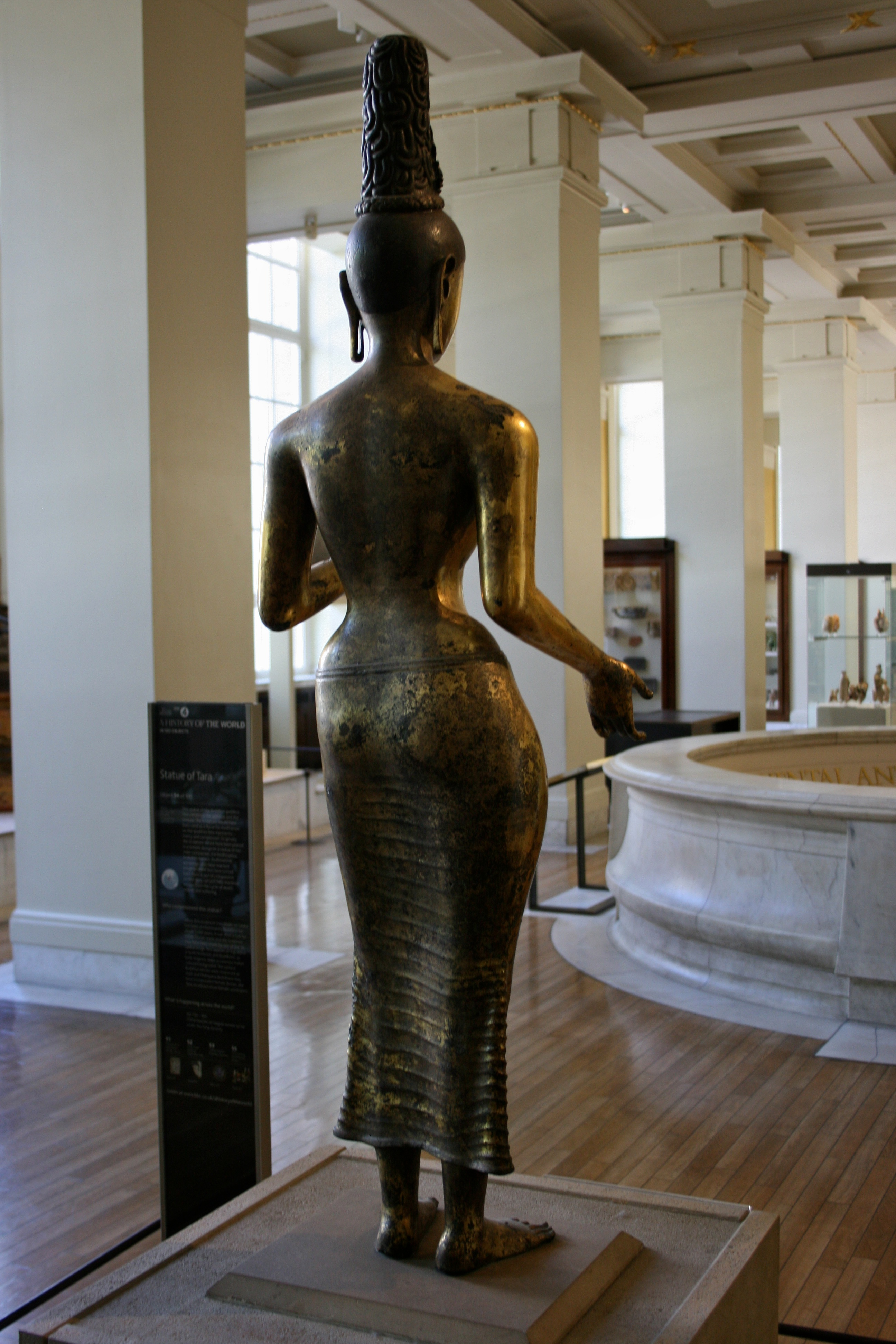
Rückseite der Statue der Tara

Die Statue der Tara im British Museum ist eine ursprünglich vergoldete Bronze-Skulptur der Bodhisattvi Tara aus dem späten 8. oder frühen 9. Jahrhundert in Sri Lanka. Sie wurde 1830 von Robert Brownrigg (1759–1833), dem damaligen Gouverneur von Britisch-Ceylon, dem British Museum übergeben, wo sie sich bis heute befindet.

## Geschichte
Die Skulptur stammt aus dem buddhistischen Anuradhapura-Königreich, das vom vierten Jahrhundert v. Chr. bis ins elfte Jahrhundert n. Chr. bestand. Von wem sie hergestellt wurde, ist nicht bekannt, jedoch zeigen die verwendeten Materialien, dass der Auftraggeber sehr wohlhabend gewesen sein muss. Weitere wertvolle Teile der Statue waren vermutlich verloren gegangene Edelsteine der Krone, eine Blume und ein Adibuddha Amitabha. Die Statue der Tara ist die einzige bekannte Bronze-Skulptur dieser Größe aus der Anuradhapura-Zeit (über 1,40 m).
Religionsgeschichtlich verkörpert Tara, die ursprünglich eine hinduistische Muttergottheit war und in einer neuen Rolle in den Buddhismus übernommen wurde, die kulturelle Vernetzung von Buddhismus und Hinduismus. Etwa ab dem 6. Jahrhundert wurde sie vorerst in Nordindien als weibliche Emanation Avalokiteshvaras, des Bodhisattvas des universellen Mitgefühls (Karuna), in das System des Mahayana-Buddhismus integriert. Sri Lanka war seit der Einführung des Buddhismus in der Zeit des indischen Königs Ashoka (304–232 v. Chr.), zum Zeitpunkt der Herstellung dieser Skulptur also seit rund 1000 Jahren, vom Theravada-Buddhismus geprägt, in dem ausschließlich der Buddha Siddhartha Gautama verehrt wird, nicht auch Bodhisattvas wie im Mahayana. Die Tara-Statue weist somit auf in ihrer Entstehungszeit im 8./9. Jahrhundert vorhandene Einflüsse des Mahayana- bzw. Vajrayana-Buddhismus auf Sri Lanka hin. Die Ausführung in ihrer Größe und dem Wert der verwendeten Materialien gibt Grund zur Annahme, dass hier Tara selbst im Mittelpunkt der Verehrung stand, sie nicht nur als weiblicher Aspekt neben Avalokiteshvara galt. Der Indologe und Buddhismuskundler Richard Gombrich hingegen geht davon aus, dass sie zusammen mit einer korrespondierenden Statue des Avalokiteshvara in einem Tempel stand, die aber die Jahrhunderte nicht überdauert hat und verloren gegangen ist.

### Provenienz und Ausstellung im British Museum
Die Statue wurde gemäß den Aufzeichnungen des British Museums zu Beginn des 19. Jahrhunderts zwischen Trincomalee und Batticaloa an der Ostküste der Insel gefunden. Robert Brownrigg, der damalige Gouverneur der Insel, die seit 1815 unter britischer Herrschaft stand, übergab sie dem Leiter des Museums Henry Ellis, wo ihre Aufnahme mit Juni 1830 datiert ist. Die Behörden von Sri Lanka vermuten allerdings, dass Brownrigg sie bereits 1815 an sich nahm, nachdem die Briten die Königsstadt Kandy erobert hatten.
Als das Museum die Statue erhielt, war der Kurator besorgt, dass diese Frauenfigur mit ihren nackten Brüsten, der schmalen Taille und der kurvenreichen Hüfte zu erotisch auf die Besucher wirken könnte, so dass sie 30 Jahre lang nicht öffentlich ausgestellt wurde und nur Gelehrten zu Studienzwecken zugänglich war. Mitunter wurde angenommen, es könnte sich um eine Darstellung der Pattini handeln, einer Schutzgöttin aus der Tradition der Tamilen. Mittlerweile ist die Identifizierung als Tara allgemein akzeptiert. Hervorgehoben gezeigt wurde sie in jüngerer Vergangenheit in den Ausstellungen „The Art of Ancient Sri Lanka“ (Commonwealth Institute London, 1981) und „Buddhism: Art and Faith“ (temporäre Ausstellung im British Museum, 1985). 2010 wurde sie in die Präsentation „A History of the World in 100 Objects“ des British Museum aufgenommen.
Ein Abguss befindet sich im Nationalmuseum von Colombo auf Sri Lanka.

## Beschreibung

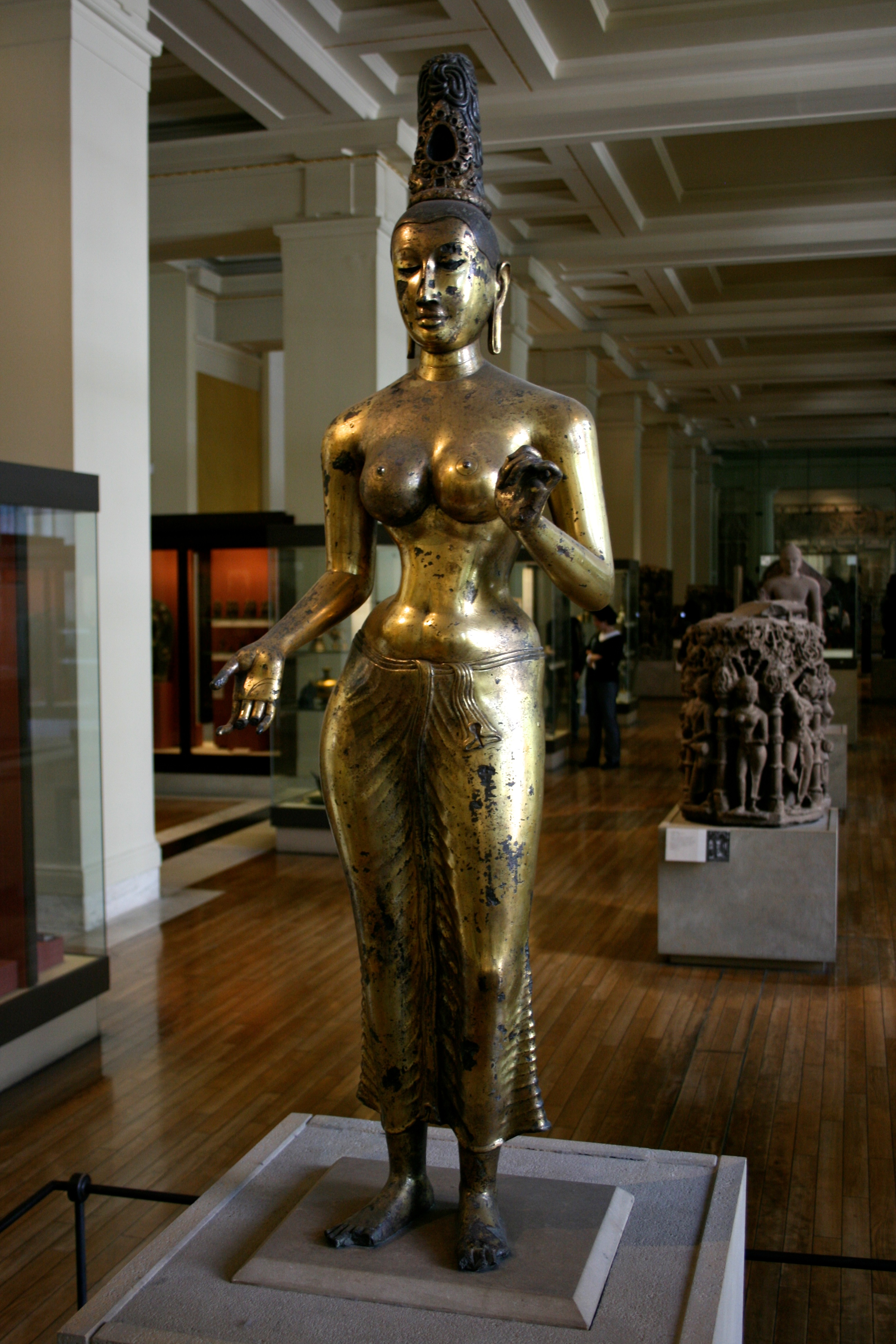
Statue der Tara

Die 143 cm hohe, 44 cm breite und 29,5 cm tiefe, ursprünglich vergoldete Statue aus Bronze zeigt Tara in stehender Position. Der Oberkörper ist unbekleidet, die Taille sehr schmal und die Brüste voll und rund. Um die Hüften trägt sie ein eng anliegendes, die Körperformen betonendes Tuch im Stil eines Sarong mit einem Saum auf Wadenhöhe. Charakteristisch für stehende Darstellungen dieser Bodhisattvi ist die Beinstellung im Kontrapost, das rechte Bein durchgestreckt, das linke ein wenig angewinkelt und nach vorne gestellt, wodurch die Hüfte von der rechten zur linken Seite leicht abfällt. Oberkörper und Kopf sind aufrecht und gerade nach vorne gerichtet. Wie in der Darstellung von Buddhas und Bodhisattvas in der buddhistischen Kunst seit der Gupta-Periode (4.–6. Jahrhundert) üblich, sind die Augen halb geschlossen, wobei der Blick, meditative Versenkung versinnbildlichend, nach unten gerichtet scheint, und die Ohrläppchen auffallend lang. Die Haare sind am ganzen Kopf sehr kurz bzw. straff anliegend und nur am obersten Punkt hoch aufgesteckt (vgl. Ushnisha). Am Ansatz wird der große Haarknoten von einem Reif eingefasst, an dessen Vorderseite, wie bei vielen Bildnissen von Bodhisattvas, ein ovaler, nach oben spitz zulaufender Aufsatz zu sehen ist. Kopfschmuck und Augen waren ursprünglich mit Edelsteinen besetzt.
Die Statue war in der Herstellung bemerkenswert aufwendig und wertvoll, sowohl in der künstlerischen Gestaltung, wie auch in der Wahl der verwendeten Materialien. Anders als vergleichbare Skulpturen, die hohl sind oder einen Kern aus billigeren Materialien haben, besteht sie aus massiver Bronze, die im Wachsausschmelzverfahren gegossen wurde.

### Ikonographie
Bodhisattvas stehen im Mahayana-Buddhismus für das Prinzip, nicht nur selbst Bodhi („Erleuchtung“) zu erlangen, sondern aus Mitgefühl mit allen Wesen ihnen allen zu helfen, ebenfalls diesen höchsten Grad der Erkenntnis zu erreichen. Eine Statue wie die der Tara dient dabei nicht der Verehrung oder Anbetung einer Gottheit, sondern dazu, während der Meditation die Aufmerksamkeit auf jene Qualitäten zu richten, die von ihr repräsentiert werden – in diesem Fall das universelle Mitgefühl, für das Tara-Avalokiteshvara stehen. Unterstrichen werden diese Aspekte in der buddhistischen Ikonographie durch die Gesten und Attribute, mit denen Buddhas und Bodhisattvas dargestellt werden.
Der rechte Arm der Tara-Statue ist gesenkt und leicht abgewinkelt nach vorne gewandt, wobei die Hand in der Varada-Mudra geöffnet ist, mit der Handfläche zum Betrachter und nach unten gerichteten Fingern. Es ist das eine gebende Geste der Wunschgewährung, auch Gnadenerweisung, die symbolisch dafür steht, dass eine Meditation auf die von ihr verkörperten Qualitäten den Praktizierenden dahin führen kann, diese auch in sich selbst zu vollenden. Der linke Arm ist abgewinkelt und die Hand zeigt die Katakahasta-Mudra, in der Zeigefinger und Daumen einander berühren und die übrigen Finger locker der Handfläche zugewandt sind, als würde sie eine Blume halten. Vermutlich war hier ursprünglich eine inzwischen verlorengegangene Lotosblume als Attribut zu sehen, die in der buddhistischen Ikonographie das Symbol für die Reinheit der unbefleckten Buddha-Natur ist. Auf dem Kopf trägt sie eine Krone, in deren zentraler großen Öffnung sich, wie von anderen Darstellung Taras bekannt ist, eine Figur des sitzenden Adibuddha Amitabha befand, der als Mentor (vgl. Guru) Taras und Avalokiteshvaras gilt.